# Supermodelo (programa de televisión)
Supermodelo fue un reality show emitido en España por la cadena de televisión Cuatro. Fue producido por Zeppelin TV y Prisa TV para la cadena original Cuatro
Su presentadora era la prestigiosa modelo española Judit Mascó.
El programa transcurre en torno a un centro de formación en el mundo de la moda, con el único propósito de consolidar a la representante de España en el certamen Elite Model Look. Para ello, un equipo de profesionales se encargará del aprendizaje y la superación personal de todas las participantes en el programa (seleccionadas de un casting previo).

Por otro lado, cada semana tiene lugar una gala emitida por televisión, en la cual las participantes tienen que dar todo de sí para seguir en el centro.

La ganadora del concurso es aquella chica que con su esfuerzo y perseverancia, haya sabido ganarse el respeto del jurado y el cariño de la audiencia, que forma parte decisiva de la elección final.
En la tercera y última emisión participaron también chicos.

## Jurado
Los miembros del jurado (tres y un invitado) son los encargados de evaluar a las chicas en las galas y durante los días previos a estas, dictando cada semana los nombres de aquellas chicas menos preparadas.

### 1.ª Edición
- Antonia Dell'Atte - Modelo
- Moncho Moreno - Maquillador
- Paola Dominguín - Modelo

### 2.ª Edición
En la segunda edición había dos miembros fijos de jurado (Vicky y Daniel), un invitado y dos que se fueron alternando el puesto a partir de la mitad del programa (Fiona y Manuel)
- Daniel El Kum - Estilista
- Manuel Batista - Estilista
- Vicky Martín Berrocal - Diseñadora
- Fiona Ferrer - Directora de Elite Model Look España

## Profesorado
El programa cuenta con un gran equipo de profesionales al servicio de las chicas participantes.

Imparten clases en el centro de formación, en campos como el estilismo, la pasarela, la fotografía, la expresión corporal (ya sea baile, gimnasia, interpretación...), la nutrición o el protocolo.

### 1.ª edición
- Cristina Rodríguez - Estilismo
- Emmanuel Rouzic - Fotografía
- Jesús Román Martínez - Nutrición
- Jimmy Roca - Gimnasia
- Valerio Pino - Pasarela
- Paula Galimberdi - Interpretación

### 2.ª edición
En esta edición se añaden tres nuevas asignaturas (protocolo, idiomas y baile) y, además se cambian los profesores de Nutrición e Interpretación:
- Cristina Rodríguez - Estilismo y Directora del Centro
- Emmanuel Rouzic - Fotografía
- Javier Martínez - Nutrición
- Vanesa Moltó - Protocolo, Inglés y Francés
- Jimmy Roca - Gimnasia
- Marta Romero - Interpretación
- Rubén Nsue - Baile
- Valerio Pino - Pasarela

### 3.ª edición
Con la llegada de alumnos masculinos a la escuela, el formato cambia: se necesita, por ejemplo, un profesor de pasarela femenino y otro masculino. Se añade la asignatura de Maquillaje y una sesión de psicología. Todos los profesores, excepto Rouzic y Jimmy, son reemplazados. Además, Rouzic pasa a tener a su disposición dos ayudantes de fotografía. Fiona Ferrer pasa a ser parte del elenco de profesores, ayudándoles viniendo un día a la semana:
- Marie-Ange Schmitt - Dirección del centro
- Josie - Estilismo
- Emmanuel Rouzic - Fotografía
- Monserrat Heras - Pasarela femenina
- Hernando Herrera - Pasarela masculina
- Jimmy Roca - Gimnasia y Baile
- Laura Romero - Maquillaje
- Martina Miserachs - Nutrición
- Ricardo Jordán - Interpretación
- Adrián Herrero - Baile
- Fiona Ferrer - Coordinadora de moda, directora del casting y asesora
- Rosetta Forner - Psicóloga y asesora
- Andrés Amorós - Ayudante de fotografía
- Raquel Peñaranda - Ayudante de fotografía

## Ediciones

### Supermodelo 2006
Véase también: Supermodelo 2006
| N.º | Concursante          | Edad        | Residente   |
| 01  | María José Gallego   | 19          | Jaén        |
| 02  | Yasmín García        | 18          | Tenerife    |
| 03  | Maythe Prieto        | 17          | Madrid      |
| 04  | Laura Negrete        | 17          | Alicante    |
| 05  | Elisabeth Kweku      | 19          | Tenerife    |
| 06  | Malena Costa         | 16          | Baleares    |
| 07  | Graciela Tallón      | 16          | La Coruña   |
| 08  | Laura Beigveder      | 21          | Madrid      |
| 09  | Fina Rodrigo         | 18          | Valencia    |
| 10  | Yanira Catalá        | 22          | Alicante    |
| 11  | Cristina Palavra     | 19          | Sevilla     |
| 12  | Christel Castaño     | 20          | Barcelona   |
| 13  | Odilia Pamela García | 19          | Barcelona   |
| 14  | Ruth Tollín          | No entraron | No entraron |
| 14  | Kim Schmocker        | No entraron | No entraron |
| 14  | Paola Ditano         | No entraron | No entraron |
| 14  | Cristina Cervera     | No entraron | No entraron |
| 14  | Reyes Pagador        | No entraron | No entraron |
| 14  | Yrina Català         | No entraron | No entraron |
| 14  | Yurena Alvárez       | No entraron | No entraron |

### Supermodelo 2007
Véase también: Supermodelo 2007
| N.º | Concursante       | Edad        | Residente              |
| 01  | Noelia López      | 21          | Sevilla                |
| 02  | Magdalena Pérez   | 19          | Murcia                 |
| 03  | Isabel Cañete     | 19          | Córdoba                |
| 04  | Alba Carrillo     | 21          | Madrid                 |
| 05  | Paloma Bloyd      | 19          | Gijón                  |
| 06  | Zaida Rodríguez   | 19          | Las Palmas             |
| 07  | Paula Bernáldez   | 17          | Valencia               |
| 08  | Paula Hidalgo     | 16          | Sevilla                |
| 09  | Sílvia Salleras   | 17          | Málaga                 |
| 10  | Marta Vicente     | 16          | Oviedo                 |
| 11  | Jessica Ruiz      | 19          | Barcelona              |
| 12  | Sandra Girón      | 18          | Sevilla                |
| 13  | Marta Abarrategui | 16          | Madrid                 |
| 14  | Raquel Hernández  | 23          | Madrid                 |
| 15  | Paola Ditano      | 17          | Santiago de Compostela |
| 16  | Irene Valerón     | 20          | Las Palmas             |
| 17  | Dabryna Sedeño    | No entraron | No entraron            |
| 17  | Gracia de Torres  | No entraron | No entraron            |
| 17  | Janire Alejos     | No entraron | No entraron            |
| 17  | Lisa Charlotte    | No entraron | No entraron            |

### Supermodelo 2008
Véase también: Supermodelo 2008
| N.º | Concursante      | Edad        | Nacionalidad |
| 01  | Eva Prieto       | 21          | Barcelona    |
| 01  | Oliver Baggerman | 20          | Tenerife     |
| 02  | Amparo Gracia    | 20          | Valencia     |
| 02  | Javier Vázquez   | 22          | La Coruña    |
| 03  | Belén Alarcón    | 22          | Barcelona    |
| 03  | Aarón Martínez   | 22          | Madrid       |
| 04  | Mamen Solís      | 20          | Sevilla      |
| 04  | Iván Plata       | 23          | Málaga       |
| 05  | Yara Cobo        | 22          | Castellón    |
| 05  | Arturo Gálvez    | 23          | Almería      |
| 06  | Catalina Aguilar | 20          | Córdoba      |
| 06  | Andrés Moreno    | 22          | Málaga       |
| 07  | Benito Daza      | 24          | Málaga       |
| 08  | Marcela Fuentes  | 22          | Madrid       |
| 09  | Raquel Martínez  | 22          | La Coruña    |
| 10  | Luis Jiménez     | 23          | Palma        |
| 11  | Mario Rodríguez  | 20          | Zaragoza     |
| 12  | Nora Garate      | 21          | Vizcaya      |
| 13  | Abdel Abdelkader | 22          | Melilla      |
| 14  | Isabel Conejo    | 18          | Málaga       |
| 15  | Tamara           | No entraron | No entraron  |
| 15  | José Manuel      | No entraron | No entraron  |
| 15  | Javier G         | No entraron | No entraron  |
| 15  | Arturo L         | No entraron | No entraron  |
| 15  | Roberto          | No entraron | No entraron  |
| 15  | Dàcil            | No entraron | No entraron  |
| 15  | Myriam           | No entraron | No entraron  |
| 15  | Melissa          | No entraron | No entraron  |
| 15  | Francisco        | No entraron | No entraron  |
| 15  | Pau              | No entraron | No entraron  |
| 15  | José             | No entraron | No entraron  |
| 15  | Raquel F         | No entraron | No entraron  |

## Audiencias
| Temporada | Temporada | Episodios | Estreno              | Final                   | Audiencia media | Audiencia media |
| Temporada | Temporada | Episodios | Estreno              | Final                   | Espectadores    | Cuota           |
| --------- | --------- | --------- | -------------------- | ----------------------- | --------------- | --------------- |
|           | 1         | 12        | 27 de agosto de 2006 | 8 de noviembre de 2006  | 1 177 000       | 8,5%            |
|           | 2         | 14        | 27 de agosto de 2007 | 26 de noviembre de 2007 | 1 072 000       | 8,0%            |
|           | 3         | 39        | 28 de abril de 2008  | 20 de junio de 2008     | 649 000         | 5,5%            |
| Total     | Total     | 65        | 2006                 | 2008                    | 966 000         | 7,3%            |

### Primera temporada (2006)
| Programa  | Día de emisión           | Audiencia         |
| --------- | ------------------------ | ----------------- |
| 1         | 27 de agosto de 2006     | 1 102 000 (9,6%)  |
| 2         | 30 de agosto de 2006     | 1 108 000 (8,8%)  |
| 3         | 6 de septiembre de 2006  | 1 377 000 (10,1%) |
| 4         | 13 de septiembre de 2006 | 1 100 000 (8,3%)  |
| 5         | 20 de septiembre de 2006 | 1 033 000 (7,8%)  |
| 6         | 27 de septiembre de 2006 | 1 122 000 (7,2%)  |
| 7         | 4 de octubre de 2006     | 976 000 (6,2%)    |
| 8         | 11 de octubre de 2006    | 926 000 (6,7%)    |
| 9         | 18 de octubre de 2006    | 1 164 000 (7,9%)  |
| 10        | 25 de octubre de 2006    | 1 347 000 (8,7%)  |
| Semifinal | 1 de noviembre de 2006   | 1 270 000 (9,1%)  |
| Final     | 8 de noviembre de 2006   | 1 604 000 (11,5%) |

### Segunda temporada (2007)
| Programa  | Día de emisión           | Audiencia        |
| --------- | ------------------------ | ---------------- |
| 1         | 27 de agosto de 2007     | 1 131 000 (9,7%) |
| 2         | 3 de septiembre de 2007  | 1 210 000 (9,6%) |
| 3         | 10 de septiembre de 2007 | 1 154 000 (8,6%) |
| 4         | 17 de septiembre de 2007 | 1 046 000 (7,7%) |
| 5         | 24 de septiembre de 2007 | 1 092 000 (7,9%) |
| 6         | 1 de octubre de 2007     | 985 000 (7,0%)   |
| 7         | 8 de octubre de 2007     | 1 110 000 (7,9%) |
| 8         | 15 de octubre de 2007    | 1 014 000 (7,1%) |
| 9         | 22 de octubre de 2007    | 1 003 000 (7,5%) |
| 10        | 29 de octubre de 2007    | 997 000 (7,3%)   |
| 11        | 5 de noviembre de 2007   | 904 000 (6,4%)   |
| 12        | 12 de noviembre de 2007  | 1 055 000 (7,6%) |
| Semifinal | 19 de noviembre de 2007  | 1 115 000 (7,9%) |
| Final     | 26 de noviembre de 2007  | 1 194 000 (9,3%) |

### Tercera edición (2008)
| Programa | Día de emisión      | Audiencia        |
| -------- | ------------------- | ---------------- |
| 1        | 28 de abril de 2008 | 1 060 000 (9,1%) |
| 2        | 29 de abril de 2008 | 845 000 (7,2%)   |
| 3        | 30 de abril de 2008 | 704 000 (6,0%)   |
| 4        | 1 de mayo de 2008   | 669 000 (5,8%)   |
| 5        | 2 de mayo de 2008   | 678 000 (5,8%)   |
| 6        | 5 de mayo de 2008   | 732 000 (6,2%)   |
| 7        | 6 de mayo de 2008   | 771 000 (6,6%)   |
| 8        | 7 de mayo de 2008   | 747 000 (6,3%)   |
| 9        | 8 de mayo de 2008   | 657 000 (5,5%)   |
| 10       | 9 de mayo de 2008   | 717 000 (5,8%)   |
| 11       | 12 de mayo de 2008  | 754 000 (6,2%)   |
| 12       | 13 de mayo de 2008  | 612 000 (5,2%)   |
| 13       | 14 de mayo de 2008  | 632 000 (5,3%)   |
| 14       | 15 de mayo de 2008  | 756 000 (6,5%)   |
| 15       | 16 de mayo de 2008  | 747 000 (6,2%)   |
| 16       | 19 de mayo de 2008  | 744 000 (6,3%)   |
| 17       | 20 de mayo de 2008  | 567 000 (5,0%)   |
| 18       | 21 de mayo de 2008  | 557 000 (4,8%)   |
| 19       | 22 de mayo de 2008  | 569 000 (5,1%)   |
| 20       | 23 de mayo de 2008  | 539 000 (4,6%)   |
| 21       | 26 de mayo de 2008  | 655 000 (5,4%)   |
| 22       | 27 de mayo de 2008  | 633 000 (5,2%)   |
| 23       | 28 de mayo de 2008  | 551 000 (4,6%)   |
| 24       | 29 de mayo de 2008  | 713 000 (6,0%)   |
| 25       | 30 de mayo de 2008  | 751 000 (6,2%)   |
| 26       | 2 de junio de 2008  | 725 000 (5,7%)   |
| 27       | 3 de junio de 2008  | 640 000 (5,3%)   |
| 28       | 4 de junio de 2008  | 630 000 (5,1%)   |
| 29       | 5 de junio de 2008  | 642 000 (5,3%)   |
| 30       | 6 de junio de 2008  | 456 000 (3,9%)   |
| 31       | 9 de junio de 2008  | 518 000 (4,1%)   |
| 32       | 11 de junio de 2008 | 491 000 (4,1%)   |
| 33       | 12 de junio de 2008 | 491 000 (4,2%)   |
| 34       | 13 de junio de 2008 | 564 000 (4,8%)   |
| 35       | 16 de junio de 2008 | 656 000 (5,3%)   |
| 36       | 17 de junio de 2008 | 543 000 (4,7%)   |
| 37       | 18 de junio de 2008 | 531 000 (4,6%)   |
| 38       | 19 de junio de 2008 | 484 000 (4,3%)   |
| 39       | 20 de junio de 2008 | 576 000 (4,9%)   |

## Sumario
| Ediciones   | Jurado                                               | Ganadora/ Ganador/ Ganadores | Finalistas                                                   | Resto de concursantes | Concursantes no seleccionadas | Destinos internacionales |
| ----------- | ---------------------------------------------------- | ---------------------------- | ------------------------------------------------------------ | --- | --- | ------------------------ |
| 1.ª Edición | Antonia Dell'Atte, Moncho Moreno, Paola Dominguín    | María José Gallego           | Yasmín García, Maythe Prieto, Laura Negrete                  | Elisabeth Kweku, Malena Costa, Graciela Tallón, Laura Beigveder, Fina Rodrigo, Yanira Catalá, Cristina Palavra, Christel Castaño, Odilia Pamela García.                                                        | Paola Ditano, Cristina Cervera, Reyes Pagador, Yrina Català, Ruth Tolín, Yurena Álvarez y Kim Schmocker                                         | Londres Milán Nueva York |
| 2.ª Edición | Daniel El Kum, Manuel Batista, Vicky Martín Berrocal | Noelia López                 | Magdalena Pérez, Isabel Cañete, Alba Carrillo                | Paloma Bloyd, Zaida Rodríguez, Paula Bernáldez, Paula Hidalgo, Sílvia Salleras, Marta Vicente, Jessica Ruiz, Sandra Girón, Marta Abarrategui, Raquel Hernández, Paola Ditano, Irene Valerón,                   | Dabryna Sedeno, Gracia de Torres, Janire Alejos y Lisa Charlotte                                                                                | Londres Roma Nueva York  |
| 3.ª Edición | Josie, Marie-Ange Smith, Emmanuel Rouzic             | Eva Prieto/ Oliver Baggerman | Amparo Gracia, Javier Vázquez, Belén Alarcón, Aarón Martínez | Mamen Solís, Iván Plata, Yara Cobo, Arturo Galvéz, Catalina Aguilar, Andrés Moreno, Benito Daza, Marcela Fuentes, Raquel Martínez, Luis Jiménez, Mario Rodríguez, Nora Garate, Abdel Abdelkader, Isabel Conejo | "Supermodelo 2008: Diario de a Bordo": Tamara, José Manuel, Javier G, Arturo L, Roberto, Dàcil, Myriam, Melissa, Francisco, Pau, José, Raquel F | Roma Palermo, Malta      |

## Palmarés Supermodelo
| Edición          | Fecha | Ganador                     | Subcampeón                   | Tercero                     |
| ---------------- | ----- | --------------------------- | ---------------------------- | --------------------------- |
| Supermodelo 2006 | 2006  | María José Gallego          | Yasmin García                | Maythe Prieto               |
| Supermodelo 2007 | 2007  | Noelia López                | Magdalena Pérez              | Isabel Cañete               |
| Supermodelo 2008 | 2008  | Eva Prieto Oliver Baggerman | Amparo Gracia Javier Vázquez | Belén Alarcón Aarón Marínez |